# Norbert Werbs

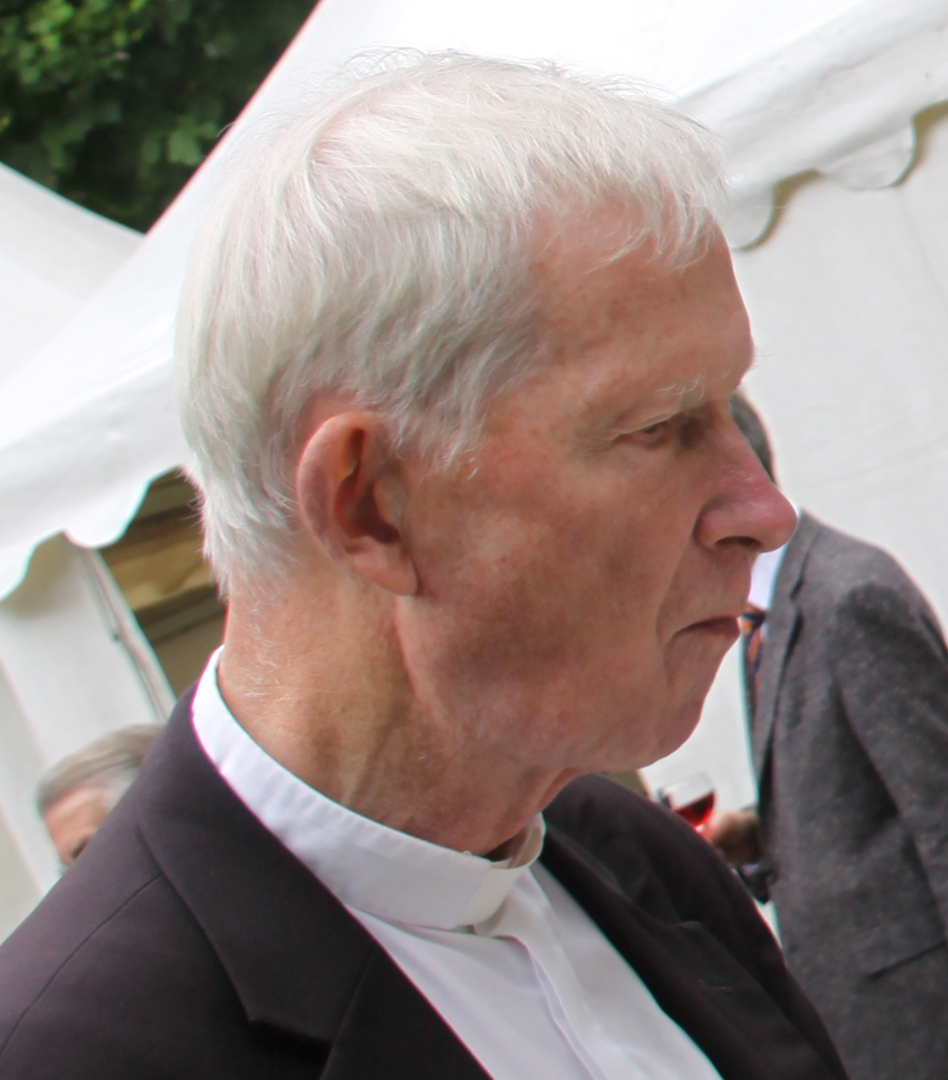
Weihbischof em. Norbert Werbs (Foto: 2016)

Norbert Werbs (* 20. Mai 1940 in Rostock-Warnemünde; † 3. Januar 2023 in Neubrandenburg) war ein deutscher römisch-katholischer Geistlicher und Weihbischof im Erzbistum Hamburg.

## Leben
Die Eltern von Norbert Werbs hatten sieben Kinder, Norbert war der älteste Sohn. Nach dem Studium der Katholischen Theologie am Priesterseminar Erfurt empfing Werbs am 1. Juli 1964 in Rostock das Sakrament der Priesterweihe. Er war zunächst Kaplan an St. Joseph in Neubrandenburg und ab 1966 Assistent am Philosophisch-Theologischen Studium in Erfurt. Danach wurde er ab 1971 Kaplan und ab 1973 Pfarrer an St. Josef in Parchim und ab 1975 Pfarrer in Neubrandenburg, wo in seiner Amtszeit die Kirche St. Josef – St. Lukas erbaut wurde.
Im Januar 1981 ernannte ihn Papst Johannes Paul II. zum Titularbischof von Amaura und zum Weihbischof des Apostolischen Administrators in Schwerin. Die Bischofsweihe empfing er am 25. März desselben Jahres durch Heinrich Theissing in der Rostocker Christuskirche; Mitkonsekratoren waren Joachim Wanke und Theodor Kettmann.
Von 1983 bis 1990 war Norbert Werbs Vorsitzender der Caritas Mecklenburg und ab 31. März 1992 Diözesanadministrator für das Bischöfliche Amt Schwerin. Nachdem das Bischöfliche Amt Schwerin 1994 in das neu gegründete Erzbistum Hamburg eingegliedert worden war, war Werbs seit 1995 Bischofsvikar des Erzbischofs von Hamburg in Mecklenburg und darüber hinaus zuständig für Jugendseelsorge und Schulfragen sowie Vorsitzender der Liturgie- und Kirchenmusikkommission im Erzbistum.
Am 20. Mai 2015, seinem 75. Geburtstag, nahm Papst Franziskus seinen altersbedingten Rücktritt an. Er starb nach kurzer Krankheit am 3. Januar 2023 in Neubrandenburg. Seine letzte Ruhestätte findet er in der Bischofsgruft im Hamburger St. Marien-Dom.
Auch sein Bruder Ulrich (1941–2020) war katholischer Priester.